# Панов, Юрий Александрович
Юрий Александрович Панов (род. 21 декабря 1970, Омск, СССР) — советский и российский хоккеист и тренер.

## Биография
Воспитанник омского хоккея. За омский «Авангард» дебютировал в 1988 году во второй лиге СССР по хоккею с шайбой. С 1988 по 1992 года — в составе омской команды. С 1992 по 1995 год играл за тольяттинскую «Ладу», также сыграл 2 матча за самарские ЦСК ВВС в 1993 году. В 1995 году вернулся в «Авангард», выступал за команду в чемпионате России на протяжении 10 лет. В 2004 году вместе с командой завоевал золотые медали первенства страны. В сезонах 1987—1992, 1996—2005 провел за «Авангард» 718 матчей, забросил 73 шайбы, сделал 86 передач, набрал 598 минут штрафа. По количеству матчей за «Авангард» занимает второе место.
Выступал за «Рубин» (Тюмень, 1989), «Ладу» (Тольятти, 1993—1995), ЦСК ВВС (Самара, 1993), «Омские ястребы» (Омск, 1996, 1997, 1999, 2004), «Химик» (Мытищи, 2006), СКА (Санкт-Петербург, 2007), «Витязь» (Чехов, 2008), «Газпром-ОГУ» (Оренбург, 2009), «Газовик» (Тюмень, 2009).
В сезоне 2005/06 выступал за мытищинский «Химик», в следующем сезоне выступал за питерский СКА и за дубль команды. В сезоне 2007/08 играл за первый и дублирующий составы чеховского «Витязя». В сезоне 2008/09 играл за команды второй лиги «Газпром-ОГУ» Оренбург и «Газовик» Тюмень, после чего завершил карьеру игрока.
В высшем дивизионе сыграл 784 игры, забросил 90 шайб, сделал 119 передач, набрал 716 минут штрафа. Всего за карьеру в различных лигах сыграл 1073 матча, забросил 110 шайб, сделал 132 передачи, набрал 838 минут штрафа.
За сборную России по хоккею провёл 13 матчей, отдал 2 передачи.
С 2011 по 2013 год был помощником главного тренера молодёжной команды «Омские Ястребы», вместе с которыми в сезоне 2011/2012 и 2012/2013 завоевал Кубок Харламова. С 2013 года Юрий Панов занял пост главного тренера «Омских Ястребов» (МХЛ) и в этом же году привел команду к золотым медалям Кубка мира среди молодежных команд. С 2015 по 2016 год также был в тренерском штабе «Авангарда». В 2017 году вновь возглавил «Омских Ястребов». Также в качестве главного тренера работал в клубах МХК «Стальные лисы» и «СКА-Варягах». Помимо этого, работал в командах «Сарыарка», «Динамо МО» (Красногорск), «Горняк-УГМК». В сезоне 2023/2024 занимал должность тренера защитников в «Динамо» СПб. Летом 2024 года стал главным тренером клуба «Молот».

## Достижения
- Чемпион МХЛ 1994
- Серебряный призер МХЛ (1993, 1995)
- Второй призер Кубка Европы (1995)
- Третий призер Континентального Кубка 1999 года.
- Серебряный призёр чемпионата России 2001
- Чемпион России 2004
- Обладатель Кубка европейских чемпионов 2005